# Wegetoterapia
Wegetoterapia – praktyka o niepotwierdzonym w badaniach działaniu, stosowana w psychoterapii, która bazuje na fizycznych manifestacjach emocji i ćwiczeniach mających stymulować wypływ emocji na zewnątrz organizmu, którego twórcą jest Wilhelm Reich. W medycynie niekonwencjonalnej przypisywane jest jej rzekome usuwanie napięć mięśniowych i reguluje zachodzące w organizmie procesy (np. regulację procesów hormonalnych).

## Podstawowe założenia
Za początek wegetoterii przyjmuje się praktykę terapeutyczną Wilhelma Reicha, której wyniki opisał w wydanej w 1935 roku książce Psychischer Kontakt und vegetative Strömung. Praktyka ta bazowała na hipotezie istnienia orgonu i bionów, stworzonej przez Reicha w latach 30 (opisanej w książce Die Bione z 1938) oraz w latach wcześniejszych na opracowanej przez niego metodzie psychoanalitycznej wydobywania rzeczywistego charakteru człowieka, który pozostaje utajony (opisana w Charakteranalyse z 1933).
Reich wprowadza pojęcie zbroi charakteru, które opisuje jako hipotetyczną jednostkę, na które składają się różne sposoby zachowania ukrywające pierwotny charakter człowieka. Postulowana zbroja równocześnie uniemożliwiającą właściwe odczytywanie odczuć cielesnych. Jak następstwa związane z niedostatecznym docieraniem bodźców cielesnych do ludzkiej świadomości uznał problemy ze sprawnością seksualną oraz niezaspokojony lub stłumiony popęd seksualny. Problemy te miało niwelować usuwanie kolejnych warstw zbroi których miało być 7 (warstwy są nazywane również pierścieniami lub obręczami), prowadząc ostatecznie do integracji pierwotnego charakteru z funkcjami biologicznymi ciała. Książka ta pierwotnie przyjęta do druku w wydawnictwie Psychoanalitycznym w Wiedniu została finalnie odrzucona i wydana przez Reicha we własnym zakresie. Po opublikowaniu książki ówcześni psychoanalitycy, w tym Freud, będący prezesem wydawnictwa, które odrzuciło książkę skrytykowali poglądy zawarte w publikacji. Odrzucenie druku i krytyka terapii miała prawdopodobnie związek z poglądami zawartymi w poprzedniej, kontrowersyjnej publikacji The Sexual Struggle of Youth. W książce tej wyraził m.in. pogląd, że dziewictwo młodych kobiet jest chorobą.
Po tej publikacji Reich spotkał się z ostracyzmem i nie mógł kontynuować rozwoju "analizy charakteru". Opublikował wówczas hipotezę dotyczącą orgonu oraz złożenia nowej pseudonaukowej dziedziny, którą nazwał fizyką orgonu. Zgodnie z jej założeniami istnieje hipotetyczna energia życiowa lub energia psychiczna, która występuje w całym wszechświecie, nazwana orgonem. Energia tam ma rzekomo być przenoszona i kumulowana w organizmie w postaci bionów. Reich twierdził, że przepływ orgonu odkrył badając własny organizm i zastosował na sobie terapię orgonalną. Według założeń pseudoteorii zawartej w fizyce orgonu napięcie mięśniowe, nazwane zbroją mięśniową, ma uniemożliwiać swobodny przepływ orgonu przez ciało człowieka. W dalszej kolejności Reich podważa pierwotną teorię dotyczącą zbroi charakteru, i postuluje że problemy psychologiczne, w tym spadek sprawności seksualnej, są spowodowane ubytkami w ilości hipotetycznego orgonu i proponuje użycie skrzyni wyłożonej na przemian wełną stalową i wełną organiczną, w której zamykane są osoby w celu akumulacji tej energii (tj. akumulatora orgonu). Ta pseudoteoria nie została nigdy udowodniona a sprzedawane szafy budziły wiele zastrzeżeń: początkowo nie miały dostępu światła ani dostępu tlenu, a także Reich zalecał zamykać w nich wyłącznie kobiety, nawet wbrew ich woli, by nabrały ochoty na stosunek. Reich w związku z ich sprzedażą został oskarżony o oszustwo. Został również oskarżony o praktykowanie bez uprawnień, przekraczanie granic terapii (używanie przemocy), wykorzystywanie pacjentek, a także wcześniej, w czasie II wojny światowej, o szpiegostwo na rzecz Niemiec.
Po aresztowaniu Reicha pewną popularność zdobyła pierwotna teoria bazująca na postulowanej zbroi charakteru oraz opracowana na jej podstawie terapia integracji ciała z pierwotnym charakterem poprzez wymuszanie przepływu emocji od charakteru pierwotnego zwłaszcza przez narządy płciowe, mająca w swojej finalnej formie prowadzić do wyzwolenia seksualnego kobiet, co przełożyłoby się na zniesienie agresji seksualnej i doprowadziło do spokoju społecznego.

## Przebieg wegetoterapii
Mimo braku naukowych dowodów na skuteczność tego rodzaju działań realizacja przepływu emocji ma być realizowana przez krzyki, wycie, jęki, sapanie, specjalne techniki oddechowe wykonywane bez ubrania w pozycji leżącej, masaż szyi, dołu brzucha i krocza, a także wykonywanie specjalnych ruchów gałkami ocznymi, ustami oraz ruchy biodrami pozorujące stosunek seksualny, a także niekiedy dodatkową techniką polegającą na dotykaniu i łaskotaniu ciała pacjentki lub pacjenta (w tym miejsc intymnych). Odrębny zestaw ćwiczeń został opracowany na każdą z siedmiu warstw zbroi (oczy, usta, gardło, kark, przepona, podbrzusze, narządy płciowe). Wśród ćwiczeń znajdują się również ćwiczenia z poduszką (gryzienie, uderzanie, ściskanie), a także ćwiczenia polegające na gryzieniu innych rekwizytów, mające zmniejszać napięcie psychiczne.
Wegetoterapia w tej postaci mająca rzekomo umożliwiać przepływ energii od charakteru do ciała i finalnie w siódmym etapie prowadzić do osunięcia rzekomej bariery tłumiącej bodźce seksualne jest praktykowana do dziś jako rodzaj terapii seksualnej.
Początkowo terapia dotyczyła wyłącznie kobiet, które Reich uznawał za winowajczynie społecznych niepokojów (przez unikanie kontaktów seksualnych). We wcześniejszych praktykach stosowano również zestaw ćwiczeń wykonywanych nago przez kobiety (również publicznie, w grupach i pod obserwacją mężczyzn). Takie ćwiczenia miały być rodzajem terapii grupowej eliminujące obecną w społeczeństwie chorobliwą złość (napięcie).
Powstanie kolejnych warstw (obręczy) ma mieć rzekomo związek z silnym przeżyciem z dzieciństwa, lub też zaburzenie relacji córki z ojcem lub zaburzenie kontaktów pomiędzy rodzicami. Reich podawał tu przykład swojej żony Anny oraz swoich dwóch córek. Reich przez wiele lat obwiniał się o przyczynienie się do samobójstwa matki.
Amerykańska organizacja The American Collage of Orgonomy sugeruje, że w poprawnym przebiegu terapii pojawiają się niekontrolowane krzyki a nawet wymioty. Za pozytywny wynik wegetoterapii uznaje rzekome się usunięcie ostatniej warstwy zbroi - okalające narządy płciowe, co objawia się zmianą poziomu popędu płciowego, wzmocnieniem doznań seksualnych oraz naturalnym, nieograniczonym oddechem w sytuacji pobudzenia seksualnego.

## W kulturze popularnej
Terapia zwiększająca doznania seksualne i używanie w tym celu akumulatorów orgonu zostało sparodiowane w filmie Śpioch, gdzie znajduje się urządzenia nazwane orazmatronem.